# Nils Karlsson Pyssling flyttar in
Nils Karlsson Pyssling flyttar in är en bok från 1956 av Astrid Lindgren.

## Handling
Boken handlar om 7-åriga Bertil. Hans föräldrar är på jobbet och Bertil är ensam hemma och uttråkad. Han är det enda barnet i familjen sedan hans syster Märta dog av en sjukdom. Men allt förändras när han möter Nils Karlsson Pyssling, och de blir vänner. Nils Karlsson Pyssling bor i källaren, i ett rum som han fått hyra av en råtta som heter Tjoffsan.